# Aldeia da Ponte
Aldeia da Ponte es una freguesia portuguesa del concelho de Sabugal, con 33,85 km² de superficie y 340 habitantes (2001). Su densidad de población es de 10,0 hab/km².